# James Toseland

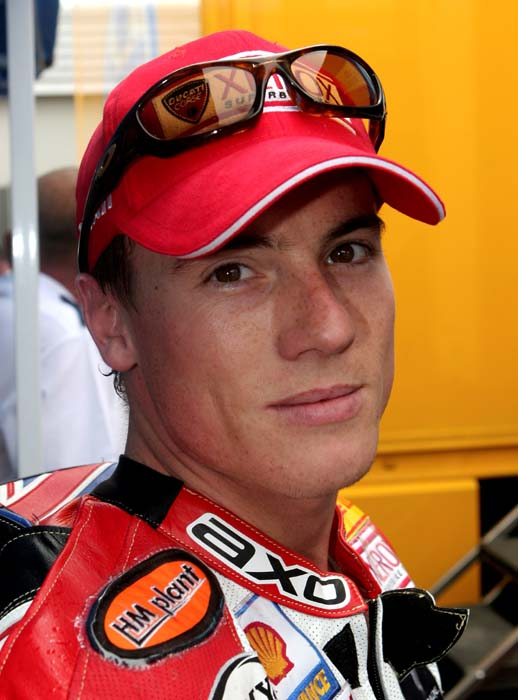
James Toseland, 2005

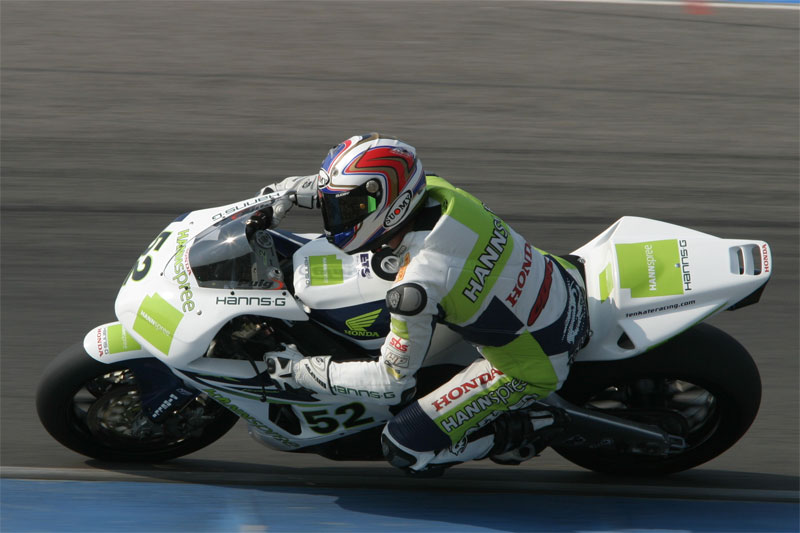
James Toseland in Assen met WK Superbike 2007

James Toseland (Doncaster (South Yorkshire), 5 oktober 1980) is een Brits motorcoureur.
Hij werd in 2004 wereldkampioen superbikes op een Ducati. In 2007 wereldkampioen Superbike op een Honda-Ten Kate-motor van het Ten Kate Racingteam uit het Nederlandse Nieuwleusen.
Op 1 september 2012 trouwde hij met de Brits-Georgische zangeres Katie Melua.

## Carrièrestatistieken
| Jaar | Serie  | Motor            | Polepositie | Races | Podiumplaats | Winnaar | 2e plaats | 3e plaats | Snelste ronde | Positie |
| ---- | ------ | ---------------- | ----------- | ----- | ------------ | ------- | --------- | --------- | ------------- | ------- |
| 2010 | SBK    | Yamaha YZF R1    | 0           | 24    | 4            | 0       | 2         | 2         | 0             | 7e      |
| 2009 | MotoGP | Yamaha YZR M1    | 0           | 17    | 0            | 0       | 0         | 0         | 0             | 15e     |
| 2008 | MotoGP | Yamaha YZR M1    | 0           | 18    | 0            | 0       | 0         | 0         | 0             | 11e     |
| 2007 | SBK    | Honda CBR1000RR  | 2           | 23    | 14           | 8       | 5         | 1         | 1             | 1e      |
| 2006 | SBK    | Honda CBR1000RR  | 1           | 24    | 12           | 3       | 5         | 4         | 1             | 2e      |
| 2005 | SBK    | Ducati 999 F05   | 0           | 23    | 7            | 1       | 2         | 4         | 0             | 4e      |
| 2004 | SBK    | Ducati 999 F04   | 0           | 22    | 14           | 3       | 9         | 2         | 0             | 1e      |
| 2003 | SBK    | Ducati 998 F02   | 1           | 24    | 9            | 1       | 3         | 5         | 0             | 3e      |
| 2002 | SBK    | Ducati 998 F01   | 0           | 26    | 1            | 0       | 0         | 1         | 0             | 7e      |
| 2001 | SBK    | Ducati 996 RS/00 | 0           | 24    | 0            | 0       | 0         | 0         | 0             | 13e     |